# 598
Évszázadok: 5. század – 6. század – 7. század
Évtizedek: 540-es évek – 550-es évek – 560-as évek – 570-es évek – 580-as évek – 590-es évek – 600-as évek – 610-es évek – 620-as évek – 630-as évek – 640-es évek
Évek: 593 – 594 – 595 – 596 –  597 – 598 – 599 – 600 – 601 – 602 – 603

## Események

### Bizánci Birodalom
- Március végén az avarok feladják Tomisz (ma Konstanca) ostromát de megtámadnak és megfutamítanak egy másik bizánci sereget, amelyet Komentiolosz vezet. Ezután végigdúlják Trákiát és megközelítik Konstantinápolyt. Maurikiosz császár a saját testőrségét, valamint a kocsiversenyek kék és zöld pártjainak tagjait is kivezényli a főváros falainak védelmére. Az avar seregben azonban járvány tör ki és nagy részül belehal, állítólag Baján kagán hét fia is életét veszti. Maurikiosznak sikerül békét kötnie az avarokkal, akik hadisarc fejében visszavonulnak és engedélyezik a bizánciaknak, hogy a Dunától északra hadjáratot indítsanak szláv vazallusaik ellen. Az év végén Priszkosz hadvezér a békeszerződést megszegve Singidunumhoz (Belgrád) vonul és ott telel.

### Európa
- I. Gergely pápa közvetítésével Agilulf longobárd király békét köt a Bizánci Birodalommal.
- Pestisjárvány dúl Marseille-ben és Provance-ban.

### Távol-Kelet
- Határvillongások törnek ki a Liaotung-félszigeten, amelyet a koreai Kogurjo és a kínai Szuj-dinasztia is magáénak tart. Ven császár hatalmas, 300 ezres sereget küld Kogurjo ellen, melyet legkisebb fiára, Jang Liangra bíz. Az esős, viharos időjárás miatt a hadsereg ellátása nehézségekbe ütközik, a flotta is nagy veszteségeket szenved, amit tovább súlyosbítanak a folyamatos kogurjói támadások. A kínaiak végül a hadsereg és a hajóhad nagy részét elveszítve visszavonulnak, de Jongjang kogurjói király ígéretet tesz, hogy felhagy a kínai területek elleni támadásokkal.
- Mivel a dél-koreai Pekcse királysága a Szuj-dinasztiát támogatta a háborúban, Kogurjo büntetésképpen feldúlja a határvidéket.
- Meghal Üdok pekcsei király. Utóda öccse, Hje.

## Születések
- Tang Tajcung-ti, a Tang-dinasztia császára
- Brahmagupta, indiai matematikus és csillagász

## Halálozások
- Üdok, pekcsei király

## Fordítás
- Ez a szócikk részben vagy egészben  a(z)   598 című angol Wikipédia-szócikk ezen változatának fordításán alapul.  Az eredeti cikk szerkesztőit annak laptörténete sorolja fel. Ez a jelzés csupán a megfogalmazás eredetét és a szerzői jogokat jelzi, nem szolgál a cikkben szereplő információk forrásmegjelöléseként.